# 蒂法妮·詹姆斯
蒂法妮·詹姆斯（英語：Tiffany James，1997年1月31日—），牙买加女子田径运动员，2019年世界田径锦标赛混合4×400米接力银牌得主和女子4×400米接力铜牌得主、2022年世界室内田径锦标赛女子4×400米接力金牌得主、2022年世界田径锦标赛女子4×400米接力银牌得主。